# 古斯塔夫湖
50°3′16.64″N 8°59′27″E / 50.0546222°N 8.99083°E

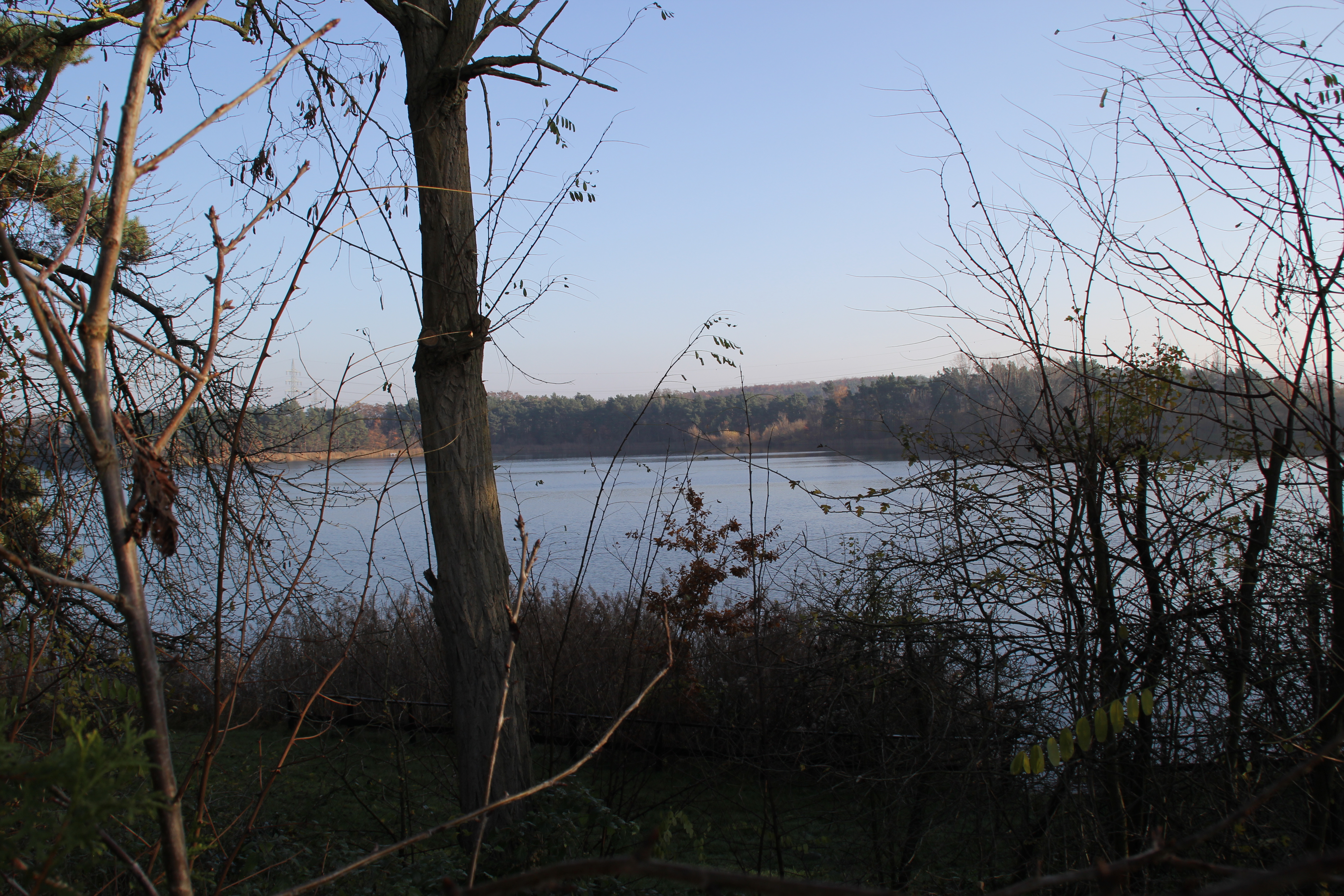

古斯塔夫湖（德語：Gustavsee），是德國的湖泊，位於該國東南部，由巴伐利亞州負責管轄，處於美因河畔卡爾施泰因，長0.8公里、寬0.4公里，面積0.25平方公里，平均水深15米，最大水深30米，湖岸線長度2.2公里。